# Звездана против сила зла
Звездана против сила зла америчка је анимирана серија. Прва епизода је приказана 18. јануара 2015. на Дизни каналу, а са званичним емитовањем је почела 30. марта на Дизни Екс-Дију. Творац је Дерон Нефси, која је радила и на многим другим пројектима Дизнијеве телевизијске анимације. Друга је жена која је направила телевизијску цртану серију за Дизни (прва је Су Роуз) и прва је жена творац серије за Дизни Екс-Ди.
У Србији, Хрватској, Црној Гори, Босни и Херцеговини и Северној Македонији се емитовала на каналу Дизни Екс-Ди, титлована на српски, a тренутно се емитује на Дизни каналу.

## Ликови

### Главни
- Звездана Лептирић (енг. Star Butterfly) је чаробна принцеза са планете Мјаутовци (енг. Mewni). Када је напунила 14 година, добила је свој чаробни штапић, али након што је изазвала неколико инцидената на Мјаутовцима, родитељи је шаљу на Земљу да научи да контролише своје моћи.
- Марко Дилић (енг. Marco Diaz) је 14-годишњак, који постаје Звезданин најбољи друг и саборац. Пре него што је упознао Звездану, био је познат као "мирно дете". Помаже Звездани у борби против зликоваца.
- Лудо је Звезданин непријатељ са Мјаутоваца. Планира да јој украде штапић и уз помоћ његових моћи завлада универзумом. Он је низко, тамно сивкасто-зелено чудовиште. На глави носи горњи део лобање. Управља војском чудовишта.

### Споредни
- Гдин и Гђа Дилић су Маркови родитељи и Звезданини домаћини на Земљи.
- Ждребићка (енг. Pony Head) је Звезданина најбоља другарица са Мјаутоваца и летећа глава ждребета. Не слаже се добро са Марком, и често је љубоморна када је близак са Звезданом. Марко је у 1. епизоди називао Ждерићка.
- Јелена Томић (енг. Jackie Lynn Thomas) је Звезданина и Маркова другарица из разреда и Маркова симпатија још од вртића.
- Краљица Лептирић (енг. Queen Butterfly) је Звезданина мајка и краљица Мјаутоваца. Зове се Рајка (енг. Moon).
- Краљ Лептирић (енг. King Butterfly) је Звезданин отац и краљ Мјаутоваца. Зове се Радан (енг. River).